# Робін Шульц
Робін Шульц (нім. Robin Schulz; 28 квітня 1987, Оснабрюкк, ФРН) — німецький діджей та музичний продюсер.